# Zwischbergen
Zwischbergen é uma comuna da Suíça, no Cantão Valais, com cerca de 127 habitantes. Estende-se por uma área de 86,1 km², de densidade populacional de 1 hab/km². Confina com as seguintes comunas: Antrona Schieranco (IT-VB), Bognanco (IT-VB), Ried-Brig, Saas Almagell, Simplon, Trasquera (IT-VB), Varzo (IT-VB). 
A língua oficial nesta comuna é o Alemão.

## História
A localidade de Gondo ficou conhecida por um deslizamento de terra devastador ocorrido em 14 de outubro de 2000, que destruiu parte da vila e causou a morte de 13 pessoas. Desde então, a comuna tem implementado melhorias em sua infraestrutura de proteção contra desastres naturais.

## Economia
Zwischbergen possui uma economia baseada principalmente no turismo alpino, na agricultura de montanha e na produção de energia hidrelétrica. A região atrai visitantes interessados em trilhas de montanha, paisagens naturais e história transalpina.
A comuna faz parte do distrito de Brig e, apesar de sua população reduzida, mantém uma identidade cultural rica, com tradições locais preservadas e forte ligação com o contexto histórico do Simplonpass.